# Evening Breeze
《Evening Breeze》는 대한민국의 록밴드 산울림의 컴필레이션 음반이다. 2024년 3월 15일 구에르센 레코드를 통해 발매됐다. 1979년 발매된 《산울림 4집》부터 1983년 발매된 《산울림 9집》 사이에 공개된 산울림의 정규 음반 및 동요 음반의 수록곡 일부가 실려 있다. 2022년 산울림 데뷔 45주년을 기념하기 위해 시작된 "산울림 리마스터 프로젝트"에 관심을 보인 스페인 구에르센 레코드의 운영자 안토니 고르게스가 라이센스를 승인받은 후 밴드의 첫 정규 음반 세 장의 재발매와 함께 스페인에서 제작했다. 《Evening Breeze》는 대한민국 외의 국가에서 처음으로 발매되는 산울림의 공식 작품 중 하나로, 발매 이후 해외 음악 매체로부터 긍정적인 평가를 받았다.

## 배경 및 작업

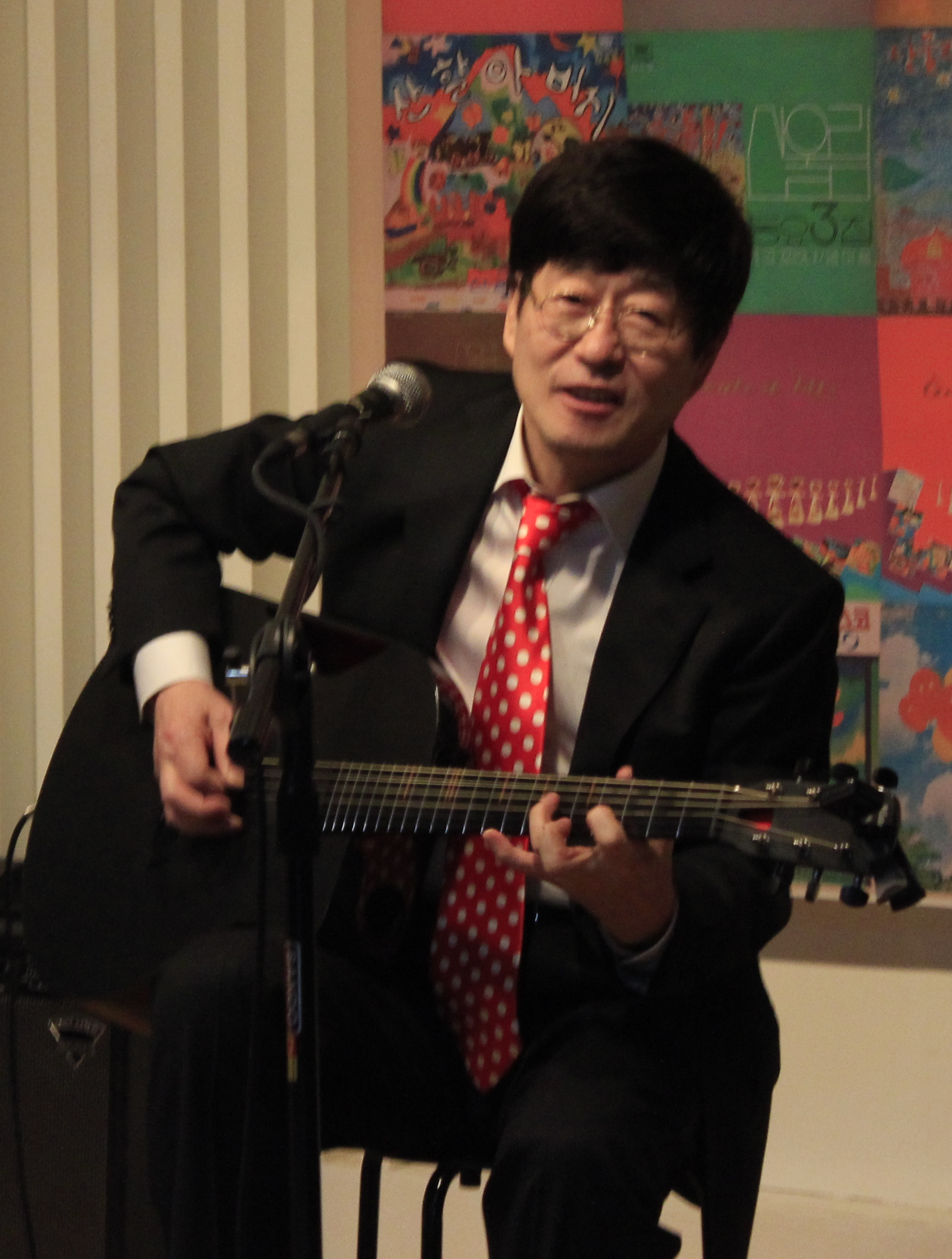
산울림의 멤버 김창완의 모습 (2016년)

2022년 9월, 음반 제작사 뮤직버스는 산울림 데뷔 45주년 기념 "산울림 리마스터 프로젝트"의 시작을 알리며 산울림의 정규 음반과 동요 음반, 김창완의 솔로 음반 등 산울림 관련 음반 20장이 LP 및 디지털 음원으로 재발매될 것이라고 발표했다. 스페인에서 구에르센 레코드를 운영하는 안토니 고르게스는 산울림 음악 재발매 소식을 듣고, 뮤직버스와 연락을 취해 라이선스를 요청했다. 승인을 받은 후 고르게스는 스페인에서 산울림의 첫 세 장의 정규 음반과 함께 1979년 《산울림 4집》부터 1983년 《산울림 9집》까지의 정규 음반 및 동요 음반에 수록된 노래 중 23곡을 직접 선별해 수록한 컴필레이션 음반 《Evening Breeze》를 제작했다. 《Evening Breeze》라는 음반 제목은 1979년 발매된 동요 음반 《개구장이》의 수록곡이자, 컴필레이션 음반의 14번으로 포함된 〈저녁 바람〉에서 따왔다. 음원은 2022년 진행된 리마스터링 버전을 사용했다.

## 발매 및 반응
《Evening Breeze》는 산울림 1집부터 3집과 함께 2024년 3월 15일 구에르센을 통해 발매됐다. 《Evening Breeze》를 포함해 구에르센에서 발매한 산울림의 음반 4장은 대한민국이 아닌 국가에서 처음으로 발매되는 밴드의 공식 음반이다. 음반의 커버는 스페인의 예술가 마리오 페알(Mario Feal)이 맡았으며, 신디그!에 산울림에 관한 기사를 작성했던 휴 델러가 라이너 노트를 썼다. 김창완은 "우리나라와 다른 시선으로 구성한 편집 음반도 인상적"이라고 소감을 밝혔다.
| 전문가 평가   | 전문가 평가 |
| 평가 점수     | 평가 점수   |
| 출처          | 점수        |
| ------------- | ----------- |
| 레코드 컬렉터 | [ 5 ]       |
| 모조          | [ 6 ]       |
| 신디그!       | [ 7 ]       |
| 언컷          | 8/10        |

해외 음악 매체는 《Evening Breeze》에 대해 긍정적인 평가를 내렸다. 언컷의 존 데일과 모조의 짐 어빈은 《Evening Breeze》를 두고 각각 "현명하게 선택"되었고 "매력적"이라고 평하였으며, 어빈은 "보컬은 더욱 절박하고, 기타는 더 전개적이며, 마침내 드럼이 어울리는 것처럼 들린다"라고 덧붙였다. 신디그!의 그레이엄 벤트는 1년 안에 발매된 1집부터 3집까지의 음악에서 들을 수 있는 "왜곡된 기타 소리가 쓰나미처럼 몰아치고 분위기와 방향성의 급작스러운 변화"를 음반 내에서 "이해하고, 판독하며 만끽할 수 있다"라고 언급했다. 레코드 컬렉터의 JR 무어스는 음반이 있기에 1집부터 3집까지 실린 산울림의 음악이 아닌 다른 노래들을 놓치지 않을 수 있다고 호평했다.
국내 평론가들은 산울림의 음악이 해외에 소개되는 데에 초점을 두었다. 조선일보의 임희윤은 《Evening Breeze》의 발매를 사례로 들어 K팝 뿐만이 아닌 한국의 록 또한 홍보할 가치가 있고, 이것이 "아이돌 중심 K팝을 알리는 일보다 더 가치 있을지도 모른다"라고 언급했고, 매일경제의 이봉호는 산울림의 음악이 "한국을 넘어 세계를 관통"하고 있으며, 밴드의 음악이 감정을 그리는 것이 아닌 표현할 뿐이라고 이야기한 잭슨 폴록처럼 될 것이라고 적었다.

## 트랙 리스트
| #  | 제목                                              | 작사   | 작곡   | 수록 음반      | 재생 시간 |
| -- | ------------------------------------------------- | ------ | ------ | -------------- | --------- |
| 1. | 〈특급열차 (속에서)〉 ((In The) Express Train)    | 김창훈 | 김창훈 | 《산울림 4집》 | 4:31      |
| 2. | 〈카멜레온〉 (Chameleon)                          | 김창완 | 김창완 | 《산울림 4집》 | 2:08      |
| 3. | 〈내일 또 내일〉 (Tomorrow And Tomorrow Again)    | 김창완 | 김창완 | 《산울림 4집》 | 2:57      |
| 4. | 〈바람부는 강언덕〉 (The Windy Hill By The River) | 김창완 | 김창완 | 《산울림 4집》 | 3:23      |
| 5. | 〈한낮의 모래시계〉 (An Hourglass In Midday)      | 김창완 | 김창완 | 《산울림 5집》 | 4:21      |
| 6. | 〈오솔길〉 (A Footpath)                           | 김창훈 | 김창훈 | 《산울림 5집》 | 3:28      |

| #   | 제목                                           | 작사   | 작곡   | 수록 음반      | 재생 시간 |
| --- | ---------------------------------------------- | ------ | ------ | -------------- | --------- |
| 7.  | 〈포도밭으로 가요〉 (Let's Go To The Vineyard) | 김창익 | 김창훈 | 《산울림 5집》 | 4:55      |
| 8.  | 〈무녀도〉 (A Portrait Of A Lady Shaman)       | 김창훈 | 김창훈 | 《산울림 5집》 | 6:38      |
| 9.  | 〈백자〉 (White Porcelain)                     |        |        | 《산울림 5집》 | 6:04      |
| 10. | 〈빨간풍선〉 (Red Balloon)                     | 조중환 | 김창완 | 《산울림 6집》 | 2:35      |
| 11. | 〈찻잔〉 (A Teacup)                            | 김창완 | 김창완 | 《산울림 6집》 | 2:14      |

| #   | 제목                                     | 작사   | 작곡   | 수록 음반      | 재생 시간 |
| --- | ---------------------------------------- | ------ | ------ | -------------- | --------- |
| 12. | 〈가지마오〉 (Please Don't Go)           | 김창완 | 김창완 | 《산울림 7집》 | 3:53      |
| 13. | 〈개구장이〉 (Naughty Boy)               | 김창완 | 김창완 | 《개구장이》   | 2:12      |
| 14. | 〈저녁 바람〉 (Evening Breeze)           | 김창완 | 김창완 | 《개구장이》   | 3:13      |
| 15. | 〈친구야〉 (Dear Friend)                 | 김창훈 | 김창훈 | 《개구장이》   | 3:46      |
| 16. | 〈밤길〉 (Night Journey)                 | 김창완 | 김창훈 | 《개구장이》   | 2:20      |
| 17. | 〈그대 창가로 와요〉 (Come By My Window) | 김창훈 | 김창훈 | 《산울림 7집》 | 4:03      |
| 18. | 〈오후〉 (Afternoon)                     | 김창완 | 김창완 | 《산울림 6집》 | 3:00      |

| #            | 제목                                             | 작사         | 작곡         | 수록 음반      | 재생 시간 |
| ------------ | ------------------------------------------------ | ------------ | ------------ | -------------- | --------- |
| 19.          | 〈꿈꾸는 인형〉 (Dreaming Doll)                  | 김창완       | 김창완       | 《산울림 7집》 | 4:13      |
| 20.          | 〈새야 날아〉 (Fly Away, Bird!)                  | 김창훈       | 김창훈       | 《산울림 8집》 | 5:38      |
| 21.          | 〈오늘같이 이상한 날〉 (A Strange Day Like This) | 김창완       | 김창완       | 《산울림 8집》 | 3:29      |
| 22.          | 〈별밭〉 (Field Of Stars)                        | 김창완       | 김창완       | 《산할아버지》 | 3:19      |
| 23.          | 〈저기〉 (Over There)                            | 김창완       | 김창완       | 《산울림 9집》 | 5:06      |
| 총 재생 시간 | 총 재생 시간                                     | 총 재생 시간 | 총 재생 시간 | 총 재생 시간   | 1:27:26   |

### 참고 자료
- 고경석 (2022년 9월 23일). “산울림 모든 앨범, LP로 첫 공식 재발매...김창완 "오래 전 우리가 내고자 했던 사운드"”. 《한국일보》. 2024년 8월 29일에 원본 문서에서 보존된 문서. 2024년 8월 29일에 확인함.
- 윤수정 (2024년 4월 9일). “산울림 첫 해외 LP 낸 이유? 한국어가 주는 독특한 울림에 충격”. 《조선일보》. 2024년 4월 11일에 원본 문서에서 보존된 문서. 2024년 8월 29일에 확인함.
- 서정민 (2024년 3월 8일). “‘코리안 사이키델리아’ 산울림 LP, 유럽에 선보인다”. 《한겨레신문》. 2024년 8월 29일에 원본 문서에서 보존된 문서. 2024년 8월 29일에 확인함.
- 황미현 (2024년 3월 7일). “김창완 명반 LP 세계 첫 공식 발매…스페인 레이블서 유통”. 《뉴스1》. 2024년 8월 29일에 원본 문서에서 보존된 문서. 2024년 8월 29일에 확인함.
- 무어스, JR (2024년 5월). “Psych Collector”. 《레코드 컬렉터》. 557호. 96쪽.
- 어빈, 짐 (2024년 5월). “Pump up the volumes”. 《모조》. 366호호. 98쪽.
- 벤트, 그레이엄 (2024년 3월). “Special K”. 《신디그!》. 149호. 74쪽.
- 데일, 존 (2024년 5월). “The Specialist”. 《언컷》. 337호. 52쪽.
- 임희윤 (2024년 4월 17일). “[일사일언] 스페인으로 가는 산울림의 'K록'”. 《조선일보》. 2024년 8월 29일에 원본 문서에서 보존된 문서. 2024년 8월 29일에 확인함.
- 이봉호 (2024년 6월 14일). “[이봉호의 세계 명반산책] 영원한 청춘 산울림의 소박한 귀환”. 《매일경제》. 2024년 8월 29일에 원본 문서에서 보존된 문서. 2024년 8월 29일에 확인함.